# 8,8 cm SK C/35
Kanón 8.8 cm SK C/35 byl německý námořní rychlopalný kanón používaný v druhé světové válce.

## Popis
Námořní kanón 8,8 cm SK C/35 vážil 776 kg, měl celkovou délku 3,985 m, délku hlavně 3,731 m. Hmotnost vystřeleného 8,8cm granátu byla 9,5 kg, kanón je někdy označován jako ráže 45. Mosazná nábojnice měla náplň o hmotnosti 2,82 kg, která zabezpečila úsťovou rychlost 700 m/s pro tříštivý granát (granáty mohly mít stopovku). Kadence byla 15 ran za minutu. Životnost hlavně byla 12 000 výstřelů.

## Munice
Munice je nedělená o hmotnosti 15 kg, délka granátu asi 385,5 mm, nábojnice mosazná. Byl používán dělostřelecký granát:
- průbojný (protipancéřový, AP) o hmotnosti 10,2 kg
- tříštivo-trhavý (HE) o hmotnosti 9 kg
- osvětlovací (ILLUM) o hmotnosti 9,4 kg

Palebný průměr byl 220 nábojů.

## Historie
Kanón 8,8 cm SK C/35 byla standardní zbraň osazovaná na příď německých ponorek typu VII. Několik bylo nahrazeno typem 8,8 cm SK C/30 k protivzdušné obraně. Kanón SK C/35 byl navržen jako prototyp pro ponorky typu VIIA v roce 1935 s palebným průměrem 220 nábojů. Na počátku druhé světové války tato zbraň sloužila jako prostředek, který nutil posádku napadené obchodní lodi, aby ji opustila, nebo potápěl lodě poškozené torpédy. Později byly kanóny odstraňovány z ponorek a montovány na minolovky a stíhače ponorek. Na ponorkách se staly neúčinnými proti ozbrojeným obchodním lodím a ozbrojenému doprovodu konvojů.